# Rebecca Holden

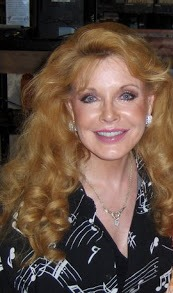
Rebecca Holden

Rebecca Holden, född 12 juni 1958 i Dallas, Texas, är en amerikansk skådespelerska och sångerska.
Innan Holden kom i kontakt med Hollywood hade hon bland annat sjungit en hel del men det var när hon kom i kontakt med Hollywood som det verkliga genombrottet kom. Hennes första roll i TV var i TV-serien Three's Company från 1970-talet. Holden fick sitt genombrott i serien Knight Rider där hon spelade rollen som April Curtis. Men Knight Rider-fansen svek TV-serien ganska snabbt och ville ha tillbaka Patricia McPherson och efter att endast ha varit med i säsong 2 hoppade hon av serien och McPherson kom tillbaka.

## Filmografi i urval
- Magnum
- Skål
- Knight Rider